# (3631) Sigyn
(3631) Sigyn est un astéroïde de la ceinture principale.

## Description
(3631) Sigyn est un astéroïde de la ceinture principale. Il fut découvert le 25 janvier 1987 à La Silla par Eric Walter Elst. Il présente une orbite caractérisée par un demi-grand axe de 3,09 UA, une excentricité de 0,08 et une inclinaison de 14,4° par rapport à l'écliptique.

## Compléments